# Татищев Володимир Сергійович
Граф Володимир Сергійович Татищев (11 квітня 1865 — 28 серпня 1928) — російський державний діяч, банкір. Працював у першому та другому Кримських крайових урядів.

## Життєпис
Народився 11 квітня 1865 року.
Закінчив Миколаївське кавалерійське училище, проте пішов на громадянську службу. Обіймав посади колезького секретаря та колезького асесора, а з 1899 року — придворного асесора, з 1913 — дійсного статського радника.
У 1892 році був мінським повітовим предводителем дворянства. Також був депутатом від дворянства в Орловській губернії.
За підтримки брата Сергія побудував успішну кар'єру банкіра, обійнявши посаду представника Міністерства фінансів Російської імперії при Харківському земельному банку. У 1904—1917 роках обіймав посаду голови правління та директора-розпорядника московського Об'єднаного банку. Окрім того, був головою правління таких організацій, як Московське товариство під'їзних шляхів, Товариство виробництва та торгівлі резиновими виробами «Богатир», Товариство для торгівлі й промисловості в Персії та Середній Азії, Московське домовласницьке та будівниче товариство, Московське лісопромислове товариство, директором Російського страхового товариства, членом правління Санкт-Петербурзького товариства електричних споруд.
1916 року з допомогою міністра внутрішніх справ Росії Олександра Хвостова дав хабаря Іванові Манасевич-Мануйлову, що призвело до арешту останнього та відставки міністра.
1918 року був міністром фінансів у Першому Кримському крайовому уряді Сулеймана Сулькевича. Влітку 1918 року здійснив поїздку до Києва, де провів невдалі переговори з Павлом Скоропадським щодо кримсько-української митної війни. Гетьман згадував:

| У цей самий час, між іншим, я довідався від тих-таки німців, здається, від офіцера "Оберкомандо", майора Гассе, що в Київ проїздом до Берліна приїхав граф Татіщев, один із чільних міністрів нового кримського уряду... Я прямо сказав Гассе, що хочу бачити графа Татіщева, буду вельми радий його прийняти, але позаяк тепер стосунки між урядами загострилися, то, не маючи змоги прийняти його офіційно, я прошу графа приїхати до мене не під своїм прізвищем, а під прізвищем, "ну, скажімо, Селівачова"... Татіщев справді в умовлений час під прізвищем Селівачова з'явився до мене, але в супроводі німецького офіцера. Я почав із того, що сказав йому, що дуже радий його бачити, але не можу прийняти його офіційно, а приймаю як приватну особу, як графа Татіщева, і хотів перейти до подальшої розмови, хоч присутність німецького офіцера мене обмежувала. Граф Татіщев прибрав офіційного вигляду й відповів мені, що він тут як міністр кримського уряду, що він на цьому стоїть, чомусь додав, що він людина російська. Я його ввічливо перебив і сказав йому, що в такому разі я не знаю, чому він хотів мене бачити, якщо він знає, що я не можу його прийняти офіційно. Встав і з графом попрощався. |
| |

У серпні 1918 року разом із міністром закордонних справ Джафером Сейдаметом відвідав Берлін для переговорів з Німеччиною, які виявилися невдалими. 29 серпня Татищев уклав домовленість із отаманом Ради Міністрів Української Держави Федором Лизогубом про «припинення економічної війни в обмін на об'єднання». Під час свого візиту до Німеччини Павло Скоропадський знову особисто зустрівся з Володимиром Татищевим; пізніше гетьман згадував про цю зустріч:

| Що ж до Криму, то знаменитий граф Татіщев виявився все ще в Берліні... Через які обставини, я вже не знаю, але граф Татіщев, як виглядало, цілковито змінив свої погляди на кримське питання. Він гадав, що злиття Криму з Україною є цілком можливе, але вважав, що це злиття має статися лише після того, як ми скасуємо той бойкот, котрий було нами оголошено кримському урядові. На яких умовах Україна мала з'єднатися з Кримом, у графа Татищева виходило незрозуміло, у всякому разі, мою владу визнавалася. |
| |

Під час існування Другого Кримського крайового уряду Володимир Татищев був заступником міністра фінансів.
З 1919 року перебував у еміграції у Франції. До 1928 року був радником імператора Ефіопії з економічних питань.
Помер на пароплаві «Dumbea» у Червоному морі у 1928 році. Похований на цвинтарі Сент-Женев'єв-де-Буа.

## Сім'я
Мав брата Сергія.
Був одружений двічі:
- Перший шлюб — Олександра Олександрівна Володимирова (1886). Діти:
  - Микола (1888—1918);
  - Марія (1890—1967), одружена двічі: спершу з Всеволодом Вікторовичем Брянським, потім — з Михайлом Ізергіним;
  - Наталія (1892—1975), дружина Івана Сергійовича Хвостова;
  - Олександр (1897—1967).
- Від другого шлюбу:
  - Володимир (1901-?);
  - Маргарита (1902—1983)[5][11].